# Djelomična selica
Djelomičnim selicama nazivaju se ptice kod kojih se jedinke iste populacije ne ponašaju jednako. Dio populacije zimu provodi na jugu, a drugi dio ostaje na području gniježđenja ili samo neznatno mijenja mjesto.
Većinu srednjoeuropskih vrsta ptica svrstava se u tu skupinu. U nekim zemljama tog dijela Europe oko 80% vrsta su djelomične selice. Poznat primjer takve vrste ponašanja su zebe (Fringilla coelebos) kod kojih samo ženke ujesen odlaze na jug, dok mužjaci ostaju. I žute strnadice (Emberiza citrinella), crnokape grmuše (Sylvia atricapilla), crvendaći (Erithacus rubecula), čvorci (Sturnus vulgaris), češljugari (Carduelis carduelis) kao i zviždaci (Phylloscopus collybita) su dio ove grupe ptica.
Zbog klimatskih promjena, čini se da neke selice u zadnje vrijeme postaju djelomične selice. Ogranak Švicarskog društva za zaštitu ptica iz Sempacha opisuje dugoročnu biološku korist djelomične seobe:
Kad zbog oštre zime mnoge individue stanarica uginu, one vrste (selice) koje su napustile to područje su u prednosti. Kad je zima blaga, stanarice su u prednosti jer su u vrijeme povratka selica već zaposjele najbolja područja. Djelomične stanarice svojim ponašanjem reagiraju ne samo na redovnu smjenu godišnjih doba i time uvjetovanu promjenu životnih uvjeta kao prave selice, nego i na promjene životnih uvjeta koji su zimi različiti iz godine u godinu.